# Maurice Gilliams
Le baron Maurice Gilliams (Anvers, 20 juillet 1900 - Anvers, 18 octobre 1982) est un romancier, poète et critique d'art, un temps bibliothécaire au musée royal des beaux-arts d'Anvers. 
En 1961, il fut nommé secrétaire perpétuel de l'Académie royale de langue et de littérature flamande. Sa poésie tourmentée cherche à fixer dans une objectivation extrême les aspects d'un monde où l'homme est voué à l'échec (Élégies, 1921 ; Le Passé de Colomb, 1933 ; Poèmes, 1950).  Son journal L'Homme à la fenêtre et ses essais, d'un style très « littéraire », montrent un auteur concentré sur lui-même.
En 1969, il a obtenu le prix Constantijn Huygens. 
« Poète, marqué par la double angoisse de Rilke et de l'expressionnisme, il consacre sa solitude d'esthète à une analyse intérieure toujours reprise dont témoignent ses essais, son journal et ses romans ».

### Poésie
- 1925 - De dichter en zijn schaduw
- 1927 - Landelijk solo
- 1927-1929 - De fles in zee
- 1928 - Eenzame vroegte
- 1930-1931 - Het Maria-leven
- 1933 et 1938 - Het verleden van Colombus
- 1936 - Verzen 1936
- 1939-1954 - Tien gedichten
- 1954-1958 - Bronnen der slapeloosheid

### Prose
- 1933 - Oefentocht in het luchtledige
- 1936 - Elias of het gevecht met de nachtegalen
- 1938 - Het land van Waes en Polders
- 1953 - Winter te Antwerpen

### Essais
- 1937 - Vlaamsche lyriek
- 1941 - Inleiding tot de idee Henri De Brakeleer
- 1952 - Een bezoek aan het prinsengraf. Essay over de dichter Paul van Ostaijen

### Traductions françaises
- L'Hiver à Anvers, suivi de Margaretha-Elisabeth, Georgina, L'Homme dans le brouillard, douze poèmes. Trad. du néerlandais par Saint-Rémy. Anvers, Librairie des Arts, 1965.
- Poémes. Traduits par Henry Fagne. Bruxelles, Fagne, c.1967